# Salvatore Ligorio

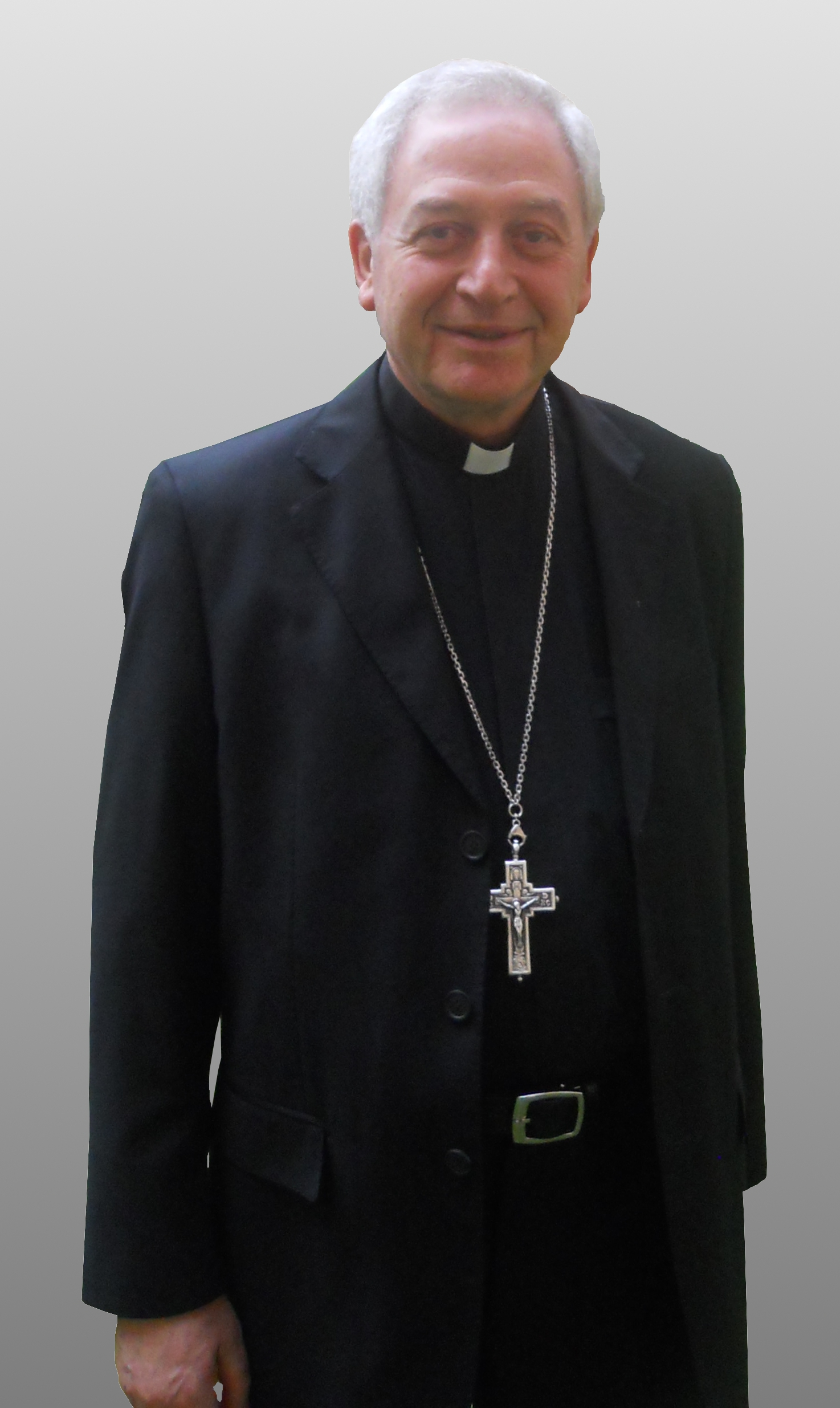
Salvatore Ligorio als Erzbischof von Matera-Irsina (2014)

Erzbischofswappen

Salvatore Ligorio (* 13. Oktober 1948 in Grottaglie) ist ein römisch-katholischer Geistlicher und emeritierter Erzbischof von Potenza-Muro Lucano-Marsico Nuovo.

## Leben
Salvatore Ligorio empfing am 13. Juli 1972 die Priesterweihe.
Papst Johannes Paul II. ernannte ihn am 19. Dezember 1997 zum Bischof von Tricarico. Der Erzbischof von Tarent, Benigno Luigi Papa OFMCap, spendete ihm am 11. Februar des nächsten Jahres die Bischofsweihe; Mitkonsekratoren waren Ennio Appignanesi, Erzbischof von Potenza-Muro Lucano-Marsico Nuovo, und Guglielmo Motolese, Alterzbischof von Tarent. Als Wahlspruch wählte er Et Verbum Caro Factum Est.
Am 20. März 2004 wurde er zum Erzbischof von Matera-Irsina ernannt und am 24. April desselben Jahres in das Amt eingeführt. Papst Franziskus ernannte ihn am 5. Oktober 2015 zum Erzbischof von Potenza-Muro Lucano-Marsico Nuovo. Die Amtseinführung fand am 9. Januar des folgenden Jahres statt.
Am 2. Februar 2024 nahm Papst Franziskus Ligorios altersbedingtes Rücktrittsgesuch an.